# Saint-Vincent-de-Lamontjoie
Saint-Vincent-de-Lamontjoie è un comune francese di 262 abitanti situato nel dipartimento del Lot e Garonna nella regione della Nuova Aquitania.

## Società

### Evoluzione demografica
Abitanti censiti